# Palmierowo
Palmierowo [pronunciación en polaco: /palmjɛˈrɔvɔ/] es un pueblo ubicado en el distrito administrativo de Gmina Kcynia, dentro del Distrito de Nakło, Voivodato de Cuyavia y Pomerania, en el norte de Polonia central. Se encuentra aproximadamente a 4 kilómetros al suroeste de Kcynia, a 22 kilómetros al suroeste de Nakło nad Notecią, y a 42 kilómetros al suroeste de Bydgoszcz.